# Flüren
Flüren ist ein Stadtteil der Hansestadt Wesel am Niederrhein. Am 31. Dezember 2021 hatte Flüren 4.742 Einwohner (Haupt- und Nebenwohnsitz).

## Geographische Lage
Flüren liegt 2,3 km nördlich des Rheins und 4,3 km nordwestlich des Weseler Stadtzentrums. Es befindet sich zwischen der Feldmark im Osten, Blumenkamp im Nordosten, Diersfordt im Nordwesten und Bislich im Westen, die alle zu Wesel gehören. Südöstlich vorbei an der Ortschaft fließt der Leygraben, jenseits davon liegt der Auesee, und etwas südwestlich erstreckt sich der durch den Leygraben gespeiste und in den Rhein mündende Flürener Altrhein. Zwischen Flüren und dem Auesee befindet sich das Naturschutzgebiet Weseler Aue und Leygraben bei Flüren.

## Geschichte
Flüren liegt im vermuteten Gebiet der im 9. Jahrhundert aufgegebenen Siedlung Lippeham an der Mündung der Lippe in den Rhein. Von hier aus soll Kaiser Karl der Große um 800 Feldzüge gegen Sachsen und Dänen unternommen haben. In den 1980er Jahren wurde im Bereich zwischen Flüren und Bislich am Altrhein ein römisches Lager gefunden. Dieses fiel nach kurzer Notgrabung jedoch der Kiesbaggerei zum Opfer. Weitere acht ehemalige römische Marschlager konnten später anhand von Luftbildern und Lidar-Karten nachgewiesen werden.  Vier obertägig erhaltene Lager sind als Teil des UNESCO-Welterbe „Niedergermanischer Limes“, unter Schutz gestellt.
Um 1300 wurde der Ort Flüren als Vlorne erstmals urkundlich erwähnt. Auf der zum Gemeindegebiet gehörenden Gravinsel ließ Herzog Adolf von Kleve 1417 ein Kloster errichten, welches später auch seine Grabstätte beherbergen sollte. Erst zwei Jahre später, am 2. Februar 1419, stiftete er das Kloster dem Kartäuserorden, welcher sich erst durch eine Erhöhung des Stiftungsbetrags von 10.000 auf 15.000 Goldschilde (scuta aurea) zur Übernahme des Klosters bereiterklärt hatte. Im Stiftungsbrief wurde die Benennung der Insel als insula reginae caeli (deutsch: „Unserer Frauen Ward“) festgelegt. Während des Achtzigjährigen Kriegs wurde die Insel mehrfach besetzt und das Kloster schwer beschädigt; 1590 wurde es schließlich aus strategischen Gründen durch Weseler Bürger abgerissen. Die Kartäuser fanden nach kurzem Aufenthalt in Wesel Zuflucht in Xanten, wo sie die Kartause Xanten errichteten.
Zum Ende des 18. Jahrhunderts zählte Flüren bei einer Fläche von 892 ha gerade einmal 83 Einwohner. Nach der Säkularisation im Jahr 1802 zogen die letzten Kartäuser aus dem zu diesem Zeitpunkt zu Frankreich gehörenden Xanten in das „Wardtmannshaus“ auf die noch zu Preußen gehörende Gravinsel zurück, auf der 1835 der letzte Angehörige der Kartause verstarb.
Mitte des 19. Jahrhunderts wurde neben der Landwirtschaft die Arbeit in den Ziegeleien zum Haupterwerbszweig für viele Flürener Bürger. Um 1900 wurden in Flüren zwei konfessionelle Schulen gegründet und in der evangelischen Schule ein Betsaal für die evangelische Gemeinde eingerichtet. Schon Mitte der 1950er Jahre setzte eine rege Bautätigkeit ein. 1957 wurde die katholische Kirche St. Marien und 1965 die evangelische Christuskirche eingeweiht.
Im Zuge des ersten kommunalen Neugliederungsprogramms in Nordrhein-Westfalen wurde am 1. Juli 1969 die zu diesem Zeitpunkt 919 Hektar große und 3973 Einwohner zählende und zum Amt Ringenberg gehörige Gemeinde Flüren in die Stadt Wesel eingegliedert.

## Tourismus und Freizeit
In den Sommermonaten ziehen insbesondere der Campingplatz Grav-Insel und der Auesee Touristen nach Flüren.
Der in Flüren ansässige Sportverein BSV Grün-Weiß Flüren umfasst die vier Abteilungen Fußball, Leichtathletik, Tischtennis und Turnen. Seine Heimstätte ist das Waldstadion am Ortsrand von Flüren, das auch Ausgangspunkt des bereits seit 1976 ausgetragenen Halbmarathons Flüren ist. Mit dem TC Blau-Weiß Wesel-Flüren gibt es im Ort auch einen Tennisverein, dessen Herren 30-Mannschaft ein Jahr in der 1. Bundesliga spielte.

## Persönlichkeiten
- Philipp Karl von Wylich und Lottum (1650–1719), preußischer Generalfeldmarschall
- Heinz-Ulrich Schulze (1949–1995), im Zehnkampf erfolgreicher Leichtathlet
- Manfred Brucks (* 1955), Langstreckenläufer